# Тула
 Тази статия е за града в Русия.  За селото в Сардиния вижте Тула (Италия).  
Ту̀ла (на руски: Тула) е град в Русия, административен център на Тулска област. Населението на града през 2017 г. е 485 221 души.

## География
Градът е разположен на 193 km южно от столицата Москва, на река Упа.

## История
Градът за първи път е упоменат през XII век на картите на Марко Поло като „Tula ex lapide constructa", а е присъединен към Великото Московско княжество през 1503 г. През периода 1514 – 1521 г. на левия бряг на река Упа, която протича през града, е построен местният Кремъл, който става и основното ядро на местното градоустройство.
Към средата на XVII век, когато границата на Русия се премества далеч на юг от Тула, започва трансформирането ѝ от гранично укрепление към търговско-занаятчийски град. За начало на оръжейното дело в Тула се смята 1595 г., когато цар Фьодор I освобождава местните занаятчии от различни данъци и повинности срещу задължението да изработват оръжие. Първото металообработващо предприятие е открито от холандеца Виниус. През 1712 г. с указ на Петър I в Тула е построен първият в Русия държавен оръжеен завод с който градът става най-известният и голям оръжеен център в страната. Градът развива производството и на други изделия от метал, като най-известният невоенен продукт е самоварът.
През 1976 г. с постановление на ЦК на КПСС е обявен за град-герой за проявена храброст при защитата му през Втората световна война.

## Известни личности
Родени в Тула
- Викентий Вересаев (1867 – 1945), писател
- Герман Галинин (1922 – 1966), композитор
- Алгирдас Жулиен Греймас (1917 – 1992), френски филолог
- Александър Котов (1913 – 1981), шахматист
- Екатерина Кишчук (р. 1993), певица
- Валери Поляков (1942 – 2022), космонавт
- Борис Теплов (1896 – 1965), психолог
- Сергей Токарев (1899 – 1985), етнограф
- Глеб Успенски (1843 – 1902), писател
- Алексей Фомин (р. 1982), композитор